# Julia Wouters
Julia Wouters (* 2. Mai 1996 in Dordrecht) ist eine niederländische Beachvolleyballspielerin.

## Karriere
Wouters spielte ihre ersten Turniere 2013 und 2014 mit Joy Stubbe, mit der sie 2013 Vierte bei der U18-EM in Maladsetschna wurde. 2015 und 2016 war die Hallen-Nationalspielerin Flore Gravesteijn ihre Partnerin, vorwiegend auf nationalen Turnieren.
2017 nahm sie mit Katja Stam und anderen an nationalen Turnieren teil und gewann das Turnier in Sint Anthonis. Stam/Wouters wurden Siebzehnte bei der U22-EM in Baden. Mit Marleen van Iersel wurde Wouters Neunte beim Ein-Stern-Turnier der FIVB World Tour in Aalsmeer. Anfang 2018 wurden Stam/Wouters bei den Ein-Stern-Turnieren der World Tour in Shepparton Fünfte, in Pulau Langkawi Zweite (im Finale gegen Dabischa/Mastikowa) und in Manila Neunte. Später wurden sie Neunte in Nanjing (zwei Sterne) und Fünfte in Vaduz (ein Stern). National erreichten sie einige fünfte Plätze. Außerdem spielte Wouters einige Turniere mit Pleun Ypma, mit der sie Fünfte beim 1-Stern-Turnier in Ulsan wurde. Das Jahr 2019 begannen Stam/Wouters mit einem vierten Platz in Göteborg (ein Stern) und einem 21. Platz in Aydın (zwei Sterne). Beim Ein-Stern-Turnier in Baden unterlagen sie erst im Finale gegen Plesiutschnig/Schützenhöfer. Nach den dritten Plätzen in Alba Adriatica und Ljubljana wurden sie Vierte in Vaduz (alles Ein-Stern-Turniere). National waren sie regelmäßig in den Top 3 vertreten und gewannen die Turniere in Heerlen, Zaanstad und Groningen.
2020 spielte Wouters nur einige nationale Turniere an der Seite von Puk Stubbe und Esmee Priem.